# Ali Akdemir
Ali Akdemir (* 3. Juni 1963 in Sivas) ist ein türkischer Wirtschaftswissenschaftler.
Ali Akdemir war Rektor der Çanakkale Onsekiz Mart Üniversitesi und früherer Dekan der Fakultät Ökonomie und Verwaltungswissenschaften. Sein wissenschaftlicher Arbeitsbereich liegt im Bereich Management und Unternehmensführung. 
Er war einer der beiden Vorsitzenden beim ersten Weltkongress der Universitäten 2010. 